# Palanpur
Palanpur è una suddivisione dell'India, classificata come municipality, di 110.383 abitanti, capoluogo del distretto di Banaskantha, nello stato federato del Gujarat. In base al numero di abitanti la città rientra nella classe I (da 100.000 persone in su).

## Geografia fisica
La città è situata a 24° 10' 0 N e 72° 25' 60 E e ha un'altitudine di 208 m s.l.m..

## Società

### Evoluzione demografica
Al censimento del 2001 la popolazione di Palanpur assommava a 110.383 persone, delle quali 58.019 maschi e 52.364 femmine. I bambini di età inferiore o uguale ai sei anni assommavano a 14.316, dei quali 7.919 maschi e 6.397 femmine. Infine, coloro che erano in grado di saper almeno leggere e scrivere erano 77.450, dei quali 45.438 maschi e 32.012 femmine.